# Битка код Ниша (268)
Битка код Ниша или Битка код Наисуса се одиграла у септембру 268. године између готске војске и Римљана које су предводили тадашњи цар Галијен и будући цареви Клаудије II и Аурелијан. Овај догађај има важну улогу у историји кризе Римског царства током трећег века.
Резултат је била велика римска победа која је, у комбинацији са ефикасним гоњењем окупатора након битке и са енергичним напорима императора Аурелијана, у великој мери отклонила претњу германских племена на Балкану у следећим декадама.

### Предисторија
Током друге половине 267. године Готи су се у великом броју населили преко Дунава на римску територију, запретивши Панонији. Неке градове у овој провинцији су и опљачкали и раширио се страх да би иста судбина могла задесити и Рим, уколико Готи крену према Италији. Изгледа да су и други делови Царства страдали 267. од Гота. Постоји податак да је тада и Атина била нападнута и опљачкана. У савезу са Готима били су и Херули.
Галијен је у пролеће 268. победио Готе, али Римљани нису имали снаге да их коначно протерају са ове територије. Зато је Галијен у јесен исте године кренуо у нову експедицију.
Није јасно да ли је пре него што је дошло до битке код Ниша Галијен већ умро, па да је римски цар био већ тада Клаудије II, касније назван Готски, у част ове победе. Колико се може докучити Галијен је био присутан током битке, али изгледа да су Клаудије и Галијен највише допринели овој великој победи.

### Ток битке
Галијен је предводио предводио врло покретну војску састављену од Преторијанске гарде и вексилација више легија.
У почетку, далматска римска коњица је победила готске коњанике. Готи, који су имали бројчану предност, почели су да приморавају Римљане на одступање. Но, Римљани нису покварили свој борбени ред, већ су организовали противнапад, уз помоћ коњичког одреда којим је командовао Аурелијан и који је напао готске редове отпозади. Готи су били приморани да се повуку у свој логор, али га је римска коњица напала и прегазила. Између 30.000 и 50.000 Гота било је убијено или рањено, а више хиљада њих заробљено. Многи заробљеници су се касније придружили римској војсци. Галијен није могао да потпуно уништи Готе јер је морао натраг у римско царство, вероватно због побуне Ауреола, једног од претендената на престо из тог времена. Тако су неки Готи успели да побегну са римске територије.

### Последице
Овај пораз, као и онај из априла исте године, сломио је моћ Гота. Неки од њих су остали на римској територији, док их Аурелијан 271. године одатле није протерао преко Дунава. Но, упркос томе, они више нису представљали опасност за Рим. Своју моћ Готи ће обновити тек за сто година. Један од првих услова да би се превазишла велика криза III века, победа над варварима била је остварена.